# Verhnii Bîstrîi, Boureni
Verhnii Bîstrîi (în ucraineană Верхній Бистрий) este o comună în raionul Boureni, regiunea Transcarpatia, Ucraina, formată numai din satul de reședință.

## Demografie
Componența lingvistică a comunei Verhnii Bîstrîi
     Ucraineană (99,12%)
     Alte limbi (0,88%)
Conform recensământului din 2001, majoritatea populației comunei Verhnii Bîstrîi era vorbitoare de ucraineană (99,12%), existând în minoritate și vorbitori de alte limbi.